# بیانیه ۷۷ نفر
بیانیه ۷۷ نفر بیانیه است که از سوی ۷۷ نفر از فعالین سیاسی اصلاح طلب ایران به جهت  دفاع از حق اعتراض ،  محکومیت کاربرد خشونت توسط حکومت و برخورد قانونی با عاملان شلیک به مردم در پی اعتراضات آبان ۱۳۹۸ صادر گردیده‌است.این بیانیه همچنین به حاکمیت قانون توجه دارد.

## چکیده
- شلیک بی‌محابای تفنگی که از محل بیت‌المال برای دفاع از مردم فراهم شده به‌سوی شهروندان عادی و غیرمسلح که برای ابراز اعتراض و یا خشم خود به خیابان آمده‌اند، مطلقاً و فارغ از موضوع اعتراض غیرقابل توجیه و جنایتی است که قانون و دستگاه قضاء نباید حتی لحظه‌ای در تعقیب بانیان، آمران و عاملان آن تعلل کند.
- رویدادهای اخیر بار دیگر ثابت کرد تصمیم‌گیری در پستوهای حکومتی، بی‌توجهی به حاکمیت قانون و ارکان قانون اساسی و از همه مهم‌تر انکار حق آگاهی و مشارکت مردم و نمایندگان واقعی آنها در اداره عمومی کشور تا چه حد خطرناک است و پیش از هر دشمنی کیان ایران عزیز و سرنوشت ایرانیان را تهدید می‌کند
- از اعمال خشونت در هر سطحی پرهیز کنند و فوراً نسبت به تعقیب کیفری آمران و عاملان تیراندازی به‌سوی مردم اقدام کرده و نتیجه را به عرض ملت برسانند[۱][۲][۳][۴]

## واکنش‌ها
- غلامحسین اسماعیلی : بیانیه ۷۷ نفر حمایت از آشوبگران بود.[۵]
- کیهان :اکثر ۷۷ تن از مدعیان اصلاحات که اخیراً با صدور یک بیانیه وطن فروشانه از اراذل و اوباش اجاره‌ای حمایت کرده بودند به دادگاه احضار شده و تحت بازجوئی قرار گرفته‌اند و تنها برخی از این ۷۷ نفر که از اصلاح‌طلبان فراری و پناهنده به کشورهای خارجی بوده‌اند در شمار احضارشدگان نیستند[۶]

## اقدامات قضایی
چند روز بعد  از انتشار  این بیانیه  تعدادی از فعالین سیاسی اصلاح طلب از جمله مهدی محمودیان ، محمد کیانوش‌راد بازداشت شدند .
همچنین تعدادی از امضاکنندگان این بیانیه از جمله  مصطفی تاجزاده، عیسی سحرخیز،حسین کروبی،حسن اسدی زیدآبادی به دادستانی احضار شدند.
- در تاریخ ۴ تیر ۱۳۹۹ ، ۱۵ نفر از فعالین سیاسی اصلاح طلب  از جمله علی شکوری‌راد، آذر منصوری، عبدالله رمضان‌زاده، عیسی سحرخیز، مهدی محمودیان، حسن اسدی زیدآبادی، ریحانه طباطبایی ، محسن آرمین و محسن امین‌زاده  به دادگاه فراخوانده شدند ، این دادگاه در پی شکایت وزارت اطلاعات و اطلاعات سپاه از امضاکنندگان این بیانیه  برگزار شد.

- تعدادی از امضاکنندگان بیانیه ۷۷ نفر از جمله علی شکوری‌راد، حسین کروبی، محسن آرمین، قربان بهزادیان‌نژاد و صدیقه وسمقی هر کدام به یک سال حبس تعزیری و مهدی محمودیان به ۵ سال حبس محکوم شدند.[۱۲][۱۳]

## جستارهای پیوسته
- مصطفی تاجزاده
- عیسی سحرخیز
- شهیندخت مولاوردی
- محمد کیانوش‌راد
- سعید حجاریان
- محسن ارمین